# 納什縣 (北卡羅萊納州)
納什县（英語：Nash County）是美國北卡羅萊納州中部偏東的一個縣。面積1,406平方公里。根据美國2000年人口普查，共有人口87,420人。縣治納什維爾（Nashville）。
成立於1777年11月15日。縣名紀念大陸軍准將弗朗西斯·纳什。